# الزعاب
الزعاب (واحدهم زعابي)؛ قبيلة عربية من شبه الجزيرة العربية، وتحديدًا في دولة الإمارات العربية المتحدة.

## النسب
سميت زِعْاباً نسبة إلى زِعْبِ بْنِ مَالِكِ بْنِ خِفَافِ بْنِ اِمْرُئ القيس بن بُهْثَةَ بْنِ سُلَيْمِ بْنِ مَنْصُورِ بْنِ عِكْرِمَةَ بْنِ خَصَفَةَ بْنِ قَيْسِ عَيْلَانَ بْنِ مُضَرَ بْنِ نِزَارِ بْنِ مَعَدِّ بْنِ عَدْنَانَ.
وقيل الزعاب بن مُرَّة بن عبيد بن سليمة بن مالك بن عامر بن الحارث بن أنمار بن عمرو بن وديعة بن لكيز عبدالقيس بن أفصى بن دعمي بن جديلة بن أسد بن ربيعة.

## التاريخ
استقر الزعاب بدايةً في قرية الجزيرة الحمراء الساحلية، حيث أقاموا فيها نحو 500 منزل في مطلع القرن العشرين. واستقروا في كلباء، حيث أقام نحو 150 أسرة، وزُرِع النخيل في قرية خت الداخلية في سهل جيري، حيث كانوا ينتقلون لتجنب الرطوبة وحرارة الساحل أثناء موسم حصاد التمور في الصيف. في ذلك الوقت، كان عدد أفراد القبيلة حوالي 3300 فرد.
كان شيخ الجزيرة الحمراء في عام 1820 رجب بن أحمد الزعابي، أحد الموقعين المستقلين الأربعة على المعاهدة الأصلية لعام 1820 بين الإمارات المتصالحة والبريطانيين، في أعقاب الحملة العقابية التي شنها البريطانيون على رأس الخيمة عام 1819. وفي المعاهدة أُطلق على الإمارة اسم «جورة القمرة». وبعد الهدنة البحرية الدائمة في 4 مايو 1853 أصبحت الجزيرة الحمراء جزءًا من رأس الخيمة ووقع الشيخ سلطان بن صقر القاسمي المعاهدة بصفته «زعيم الجواسمة» الذين أصبحت قبيلة الزعاب تابعة لهم.
سميت الجزيرة الحمراء بجزيرة الزعاب نسبة للقبيلة، وهي جزيرة مدية، وقد انقسمت إلى قسمين، الربع الشمالي الصغير لأم عويمر والربع الجنوبي لمناخ.  على الرغم من أن قبيلة الزعاب كانت تمتلك في ذلك الوقت نحو 500 رأس من الأغنام و150 رأس من الماشية، إلا أنه لم يكن لديها بساتين النخيل، على الرغم من أن القبيلة كانت تعتني بعدد من البساتين في خت. واحتفظت قبيلة الزعاب بأسطول من 25 قارب صيد لؤلؤ في جزيرة الحمراء، وهو المصدر الرئيس للدخل للقبيلة حتى انهيار سوق اللؤلؤ في أواخر عشرينيات القرن العشرين.
أصبحت المدينة جزءًا من رأس الخيمة بعد اتفاق بين الشيخ خالد بن أحمد القاسمي من الشارقة والشيخ سلطان بن سالم القاسمي من رأس الخيمة في عام 191، لكنها كانت في كثير من الأحيان في نزاع مع الحاكم. وقد أدى هذا في عام 1968 إلى نزاع مع الشيخ سلطان الأول بن صقر القاسمي حاكم رأس الخيمة، مما أدى إلى قبول أغلب أفراد القبيلة لعرض من الشيخ زايد بن سلطان آل نهيان للانتقال إلى أبو ظبي. وقد خلف هذا الانتقال وراءه قرية مهجورة بالكامل تقريبًا كانت تؤوي نحو 2500 شخص.
ونتيجة لهذه الحركة أطلقت القبيلة اسمها على منطقة في أبو ظبي، وهي الزعاب.